# فرودگاه سومب
فرودگاه سومب (به انگلیسی: Tsumeb Airport) یک فرودگاه همگانی با کد یاتا TSB است که یک باند فرود آسفالت دارد و طول باند آن ۱۴۷۰ متر است. این فرودگاه در کشور نامیبیا قرار دارد و در ارتفاع ۱۳۲۷ متری از سطح دریا واقع شده است.